# Bellecombe
Bellecombe é uma comuna francesa na região administrativa de Borgonha-Franco-Condado, no departamento de Jura. Estende-se por uma área de 12,17 km². Em 2010 a comuna tinha 71 habitantes (densidade: 5,8 hab./km²).